# Albânia nos Jogos Olímpicos de Verão de 2024
Albânia participou dos Jogos Olímpicos de Verão de 2024, realizados em Paris, na França. Foi a décima aparição do país nos Jogos Olímpicos desde a estreia em Munique 1972, sendo representado por oito atletas que competiram em quatro esportes.
Conquistou duas medalhas de bronze, ambas na luta livre, com Chermen Valiev na categoria até 74 kg masculino e com Islam Dudaev na até 65 kg masculino. Foram as primeiras medalhas olímpicas da Albânia em qualquer esporte.

## Medalhas
| Atleta         | Esporte | Evento                    | Medalha |
| -------------- | ------- | ------------------------- | ------- |
| Chermen Valiev | Lutas   | Livre até 74 kg masculino | Bronze  |
| Islam Dudaev   | Lutas   | Livre até 65 kg masculino | Bronze  |

## Competidores
Esta foi a participação por modalidade nesta edição:
| Esporte   | Masculino | Feminino | Total |
| --------- | --------- | -------- | ----- |
| Atletismo | 1         | 1        | 2     |
| Lutas     | 3         | 0        | 3     |
| Natação   | 1         | 1        | 2     |
| Tiro      | 0         | 1        | 1     |
| Total     | 5         | 3        | 8     |

## Desempenho

### Atletismo
- Q = Qualificado para a próxima fase
- q = Qualificado para a próxima fase como o perdedor mais rápido ou, em eventos de campo, pela posição sem atingir o alvo para qualificação
- N/A = Fase não aplicável para o evento
- Bye = Atleta não precisou disputar aquela fase

Masculino
Eventos de pista
| Atleta        | Evento | Preliminar | Preliminar | Baterias | Baterias | Semifinal   | Semifinal   | Final       | Final       | Ref.  |
| Atleta        | Evento | Tempo      | Pos.       | Tempo    | Pos.     | Tempo       | Pos.        | Tempo       | Pos.        | Ref.  |
| ------------- | ------ | ---------- | ---------- | -------- | -------- | ----------- | ----------- | ----------- | ----------- | ----- |
| Franko Burraj | 100 m  | 10.60      | 2 Q        | 10.66    | 8        | Não avançou | Não avançou | Não avançou | Não avançou | [ 5 ] |

Feminino
Eventos de pista
| Atleta     | Evento                | Baterias | Baterias | Repescagem | Repescagem | Semifinal | Semifinal | Final       | Final       | Ref.  |
| Atleta     | Evento                | Tempo    | Pos.     | Tempo      | Pos.       | Tempo     | Pos.      | Tempo       | Pos.        | Ref.  |
| ---------- | --------------------- | -------- | -------- | ---------- | ---------- | --------- | --------- | ----------- | ----------- | ----- |
| Luiza Gega | 3000 m com obstáculos | 9:27.41  | 9        | N/A        | N/A        | N/A       | N/A       | Não avançou | Não avançou | [ 6 ] |

### Lutas
Masculino
| Atleta             | Evento    | Oitavas               | Quartas               | Semifinais           | Repescagem                  | Final / DB             | Final / DB        | Ref.  |
| Atleta             | Evento    | Adversário Resultado  | Adversário Resultado  | Adversário Resultado | Adversário Resultado        | Adversário Resultado   | Pos.              | Ref.  |
| ------------------ | --------- | --------------------- | --------------------- | -------------------- | --------------------------- | ---------------------- | ----------------- | ----- |
| Zelimkhan Abakarov | Até 57 kg | GBS D Iuna Fafé V 7–6 | IND A Sehrawat D 0–12 | Não avançou          | Não avançou                 | Não avançou            | Não avançou       | [ 7 ] |
| Islam Dudaev       | Até 65 kg | SAM G Akazawa V 10–0  | IRI R Amouzad D 0–11  | Não avançou          | USA Z Retherford V WO       | HUN I Musukaev V 13–12 | Medalha de bronze | [ 8 ] |
| Chermen Valiev     | Até 74 kg | AZE T Bayramov V 4–3  | UZB R Zhamalov D 5–6  | Não avançou          | AIN M Kadzimahamedau V 12–2 | TJK V Rassadin V 6–2   | Medalha de bronze | [ 9 ] |

### Natação
Masculino
| Atleta        | Evento      | Eliminatórias | Eliminatórias | Semifinal   | Semifinal   | Final       | Final       | Ref.   |
| Atleta        | Evento      | Tempo         | Pos.          | Tempo       | Pos.        | Tempo       | Pos.        | Ref.   |
| ------------- | ----------- | ------------- | ------------- | ----------- | ----------- | ----------- | ----------- | ------ |
| Grisi Koxhaku | 100 m livre | 52:32         | 62            | Não avançou | Não avançou | Não avançou | Não avançou | [ 10 ] |

Feminino
| Atleta      | Evento      | Eliminatórias | Eliminatórias | Semifinal   | Semifinal   | Final       | Final       | Ref.   |
| Atleta      | Evento      | Tempo         | Pos.          | Tempo       | Pos.        | Tempo       | Pos.        | Ref.   |
| ----------- | ----------- | ------------- | ------------- | ----------- | ----------- | ----------- | ----------- | ------ |
| Kaltra Meça | 200 m livre | 2:12.21       | 27            | Não avançou | Não avançou | Não avançou | Não avançou | [ 11 ] |

### Tiro
Feminino
| Atleta         | Evento             | Qualificação | Qualificação | Final       | Final       | Ref.   |
| Atleta         | Evento             | Marca        | Pos.         | Marca       | Pos.        | Ref.   |
| -------------- | ------------------ | ------------ | ------------ | ----------- | ----------- | ------ |
| Manjola Konini | Pistola de ar 10 m | 549          | 43           | Não avançou | Não avançou | [ 12 ] |
| Manjola Konini | Pistola livre 25 m | 569          | 37           | Não avançou | Não avançou | [ 12 ] |